# گوگ تپه خالصه
گوگ تپه خالصه، روستایی در دهستان مرحمت‌آباد بخش گوگ تپه شهرستان میاندوآب در استان آذربایجان غربی ایران است. این روستا، مرکز بخش گوگ تپه است.

## جمعیت
بر پایه سرشماری عمومی نفوس و مسکن در سال ۱۳۹۵، جمعیت این روستا برابر با ۲٬۵۴۸ نفر (۷۹۰ خانوار) بوده است.